# Station Żory Baranowice
Station Żory Baranowice is een spoorwegstation in de Poolse plaats .